# American Football Conference
American Football Conference je konferencija, podliga američkog nogometa. Podijeljena je na 4 divizije gdje u svakoj diviziji igraju po 4 momčadi: Istočna (AFC East), Zapadna (AFC West), Sjeverna (AFC North) i Južna (AFC South). Podjela ne odražava nužno zemljopisni položaj, podosta u podjeli ulogu imaju i rivalstva.

## Povijest
American Football Conference je nastala 1970. nakon što su se ujedinile National Football League (NFL) i American Football League (AFL) u novu National Football League (NFL). U sastav American Football Conference je ušlo svih 10 klubova iz AFL-a (Boston Patriots, Buffalo Bills, Houston Oilers, Miami Dolphins, New York Jets, Cincinnati Bengals, Kansas City Chiefs, Denver Broncos, San Diego Chargers, Oakland Raiders) te tri momčadi iz NFL-a (Cleveland Browns, Pittsburgh Steelers i Baltimore Colts) te su momčadi podijeljene u tri divizije (AFC East, AFC Central i AFC North). Trinaest originalnih momčadi iz 1970. je i danas prisutno u konferenciji, iako su neke promijenile grad ili naziv (Boston Patriots su danas New England Patriots, Houston Oilers su danas Tennessee Titans, Baltimore Colts današnji Indianapolis Colts, Oakland Raiders su jedno vrijeme bili Los Angeles Raiders, dok Cleveland Browns nisu djelovali u periodu 1996. – 1998.). 

Članovima AFC-a su još postali:
- 1976. Tampa Bay Buccaneers (ali su odmah 1977. prešli u NFC
- 1977. Seattle Seahaks (prešli u NFC 2002.)
- 1995. Jacksonville Jaguars
- 1996. Baltimore Ravens
- 2002. Houston Texans

Od 2002. AFC umjesto tri broji 4 divizije (AFC East, AFC West, AFC North i AFC South).

## Momčadi AFC-a
U American Football Conference trenutno igra 16 momčadi raspodijeljene u četiri divizije.
| Aktivne momčadi     | Aktivne momčadi      | Aktivne momčadi                | Aktivne momčadi                                  | Aktivne momčadi       | Aktivne momčadi                                                 | Aktivne momčadi            | Aktivne momčadi        |
| Divizija            | Momčad               | Stadion                        | Grad/Područje                                    | Sezone                | Bivči nazivi momčadi u AFC-u                                    | AFL konferencijski naslovi | AFL divizijski naslovi |
| ------------------- | -------------------- | ------------------------------ | ------------------------------------------------ | --------------------- | --------------------------------------------------------------- | -------------------------- | ---------------------- |
| Istok (AFC East)    | Buffalo Bills        | Ralph Wilson Stadium           | Orchard Park, New York                           | 1970.-                |                                                                 | 4                          | East: 7                |
| Istok (AFC East)    | Miami Dolphins       | Sun Life Stadium               | Miami Gardens, Florida (područje Miamija)        | 1970.-                |                                                                 | 5                          | East: 13               |
| Istok (AFC East)    | New England Patriots | Gillette Stadium               | Foxborough, Massachusetts (područje Bostona)     | 1970.-                | Boston Patriots (1970.)                                         | 8                          | East: 17               |
| Istok (AFC East)    | New York Jets        | Meadowlands Stadium            | East Rutherford, New Jersey (područje New Yorka) | 1970.-                |                                                                 |                            | East: 2                |
| Sjever (AFC North)  | Baltimore Ravens     | M&T Bank Stadium               | Baltimore, Maryland                              | 1996.-                |                                                                 | 2                          | North: 4               |
| Sjever (AFC North)  | Cincinnati Bengals   | Paul Brown Stadium             | Cincinnati, Ohio                                 | 1970.-                |                                                                 | 2                          | Central: 5 North: 4    |
| Sjever (AFC North)  | Cleveland Browns     | Cleveland Browns Stadium       | Cleveland, Ohio                                  | 1970. – 1995., 1999.- |                                                                 |                            | Central: 6             |
| Sjever (AFC North)  | Pittsburgh Steelers  | Heinz Field                    | Pittsburgh, Pennsylvania                         | 1970.-                |                                                                 | 8                          | Central: 15 North: 6   |
| Jug (AFC South)     | Houston Texans       | Reliant Stadium                | Houston, Texas                                   | 2002.-                |                                                                 |                            | South: 3               |
| Jug (AFC South)     | Indianapolis Colts   | Lucas Oil Stadium              | Indianapolis, Indiana                            | 1970.-                | Baltimore Colts (1970. – 1983.)                                 | 3                          | East: 6 South: 9       |
| Jug (AFC South)     | Jacksonville Jaguars | Jacksonville Municipal Stadium | Jacksonville, Florida                            | 1995.-                |                                                                 |                            | Central: 2             |
| Jug (AFC South)     | Tennessee Titans     | LP Field                       | Nashville, Tennessee                             | 1970.-                | Houston Oilers (1970. – 1996.) Tennessee Oilers (1997. – 1998.) | 1                          | Central: 3 South: 2    |
| Zapad (AFC West)    | Denver Broncos       | Invesco Field at Mile High     | Denver, Colorado                                 | 1970.-                |                                                                 | 8                          | West: 15               |
| Zapad (AFC West)    | Kansas City Chiefs   | Arrowhead Stadium              | Kansas City, Missouri                            | 1970.-                |                                                                 |                            | West: 6                |
| Zapad (AFC West)    | Oakland Raiders      | McAfee Coliseum                | Oakland, Kalifornija                             | 1970.-                | Los Angeles Raiders (1982. – 1994.)                             | 4                          | West: 12               |
| Zapad (AFC West)    | Los Angeles Chargers | Dignity Health Sports Park     | Costa Mesa, Kalifornija                          | 1970.-                | San Diego Chargers (1961. – 2016.)                              | 1                          | West: 10               |
| Bivši članovi AFC-a |                      |                                |                                                  |                       |                                                                 |                            |                        |
|                     | Tampa Bay Buccaneers |                                |                                                  | 1976.                 |                                                                 |                            |                        |
| Seattle Seahawks    |                      |                                | 1977. – 2001.                                    |                       |                                                                 | West: 2                    |                        |

## Struktura sezone

### Regularna sezona
U regularnoj sezoni svaki tim igra 16 utakmica kroz period od 17 tjedana (od rujna do prosinca). Tradiocionalno se utakmice igraju svako nedjeljno popodne (u 19 sati po našem vremenu), s iznimkom da se jedna utakmica igra u nedjelju navećer, a druga u ponedjeljak navećer (monday night football). Zadnja tri tjedna u regularnoj sezoni utakmice se igraju i subotom.
Formula po kojoj se takmiće klubovi u NFL-u tokom regularne sezone:
- Svaki tim igra protiv svakog tima u njegovoj diviziji po dva puta: jednom kod kuće i jednom u gostima (6 utakmica).
- Svaki tim igra po jednu utakmicu protiv 4 tima iz drugih divizija u njegovoj konferenciji po trogodišnjem rotirajučem principu: dvije utakmice kod kuće, i dvije vani (4 utakmice).
- Svaki tim igra po jednu utakmicu protiv 4 tima iz drugih divizija u drugoj konferenciji po četverogodišnjem rotirajučem principu: dvije utakmice kod kuće, i dvije vani (4 utakmice).
- Svaki tim igra dvije utakmice protiv dva tima u njegovoj konferenciji ovisno o dosadašnjim rezultatima sezone: Jednu utakmicu kod kuće i jednu vani.

Ova formula se pokazala vrlo korisnom jer se njome očuvaju stara rivalstva dok se u isto vrijeme stvaraju i nova.

### Doigravanje (playoff)
Doigravanje traje obično kroz siječanj i početak veljače (doigravanje se uglavnom ne igra u istoj kalendarsjkoj godini s regularnom sezonom) a u doigravanje ulazi šest momačadi - 4 pobjednika divizija (koji su ovisno o uspješnosti u regularnoj sezoni rangirani kao 1., 2., 3. i 4.-topostavljeni) te dvije momčadi koje imaju najbolji omjer pobjeda i poraza u ligi uz ova četiri prvaka divizija (ove dvije momčadi su rangirane kao 5. i 6.-topostavljena u ovisnosti o regularnoj sezoni). U doigravanju se igra na jednu utakmicu, a domaćin je bolje plasirani tim u regularnoj sezoni.
Konferencijsko doigravanje se igra kroz tri tjedna ovim redoslijedom:
- Wild Card Playoffs (Wild Card Weekend) - 1st i 2nd seed su slobodni, a utakmicu međusobno za prolaz igraju 3rd i 6th te 4th i 5th seed.
- Divisional Playoff - pobjednici Wild Card Playoffs) igraju protiv 1st i 2nd seeda, a parovi se određuju tako da 1st seed igra protiv najslabijeg seeda koji je prošao Divisional Playoff
- Conference Championship - igraji ga pobjednici Divisional Playoff te pobjednik postaje prvakom American Football Conference te ide u Super Bowl protiv prvaka NFC-a za najbolju momčad NFL lige.

## AFC konferencijska finala
| Sezona | Prvak                | Rezultat | Finalist             | Grad         | Savezna država | Stadion                             |
| ------ | -------------------- | -------- | -------------------- | ------------ | -------------- | ----------------------------------- |
| 1970.  | Baltimore Colts      | 27:17    | Oakland Raiders      | Baltimore    | Maryland       | Memorial Stadium                    |
| 1971.  | Miami Dolphins       | 21:0     | Baltimore Colts      | Miami        | Florida        | Miami Orange Bowl                   |
| 1972.  | Miami Dolphins       | 21:17    | Pittsburgh Steelers  | Pittsburgh   | Pennsylvania   | Three Rivers Stadium                |
| 1973.  | Miami Dolphins       | 21:10    | Oakland Raiders      | Miami        | Florida        | Miami Orange Bowl                   |
| 1974.  | Pittsburgh Steelers  | 24:13    | Oakland Raiders      | Oakland      | Kalifornija    | Oakland Coliseum                    |
| 1975.  | Pittsburgh Steelers  | 16:10    | Oakland Raiders      | Pittsburgh   | Pennsylvania   | Three Rivers Stadium                |
| 1976.  | Oakland Raiders      | 24:7     | Pittsburgh Steelers  | Oakland      | Kalifornija    | Oakland Coliseum                    |
| 1977.  | Denver Broncos       | 20:17    | Oakland Raiders      | Denver       | Colorado       | Mile High Stadium                   |
| 1978.  | Pittsburgh Steelers  | 34:5     | Houston Oilers       | Pittsburgh   | Pennsylvania   | Three Rivers Stadium                |
| 1979.  | Pittsburgh Steelers  | 27:13    | Houston Oilers       | Pittsburgh   | Pennsylvania   | Three Rivers Stadium                |
| 1980.  | Oakland Raiders      | 34:27    | San Diego Chargers   | San Diego    | Kalifornija    | Qualcomm Stadium                    |
| 1981.  | Cincinnati Bengals   | 27:7     | San Diego Chargers   | Cincinnati   | Ohio           | Riverfront Stadium                  |
| 1982.  | Miami Dolphins       | 14:0     | New York Jets        | Miami        | Florida        | Miami Orange Bowl                   |
| 1983.  | Los Angeles Raiders  | 30:14    | Seattle Seahawks     | Los Angeles  | Kalifornija    | Los Angeles Memorial Coliseum       |
| 1984.  | Miami Dolphins       | 45:28    | Pittsburgh Steelers  | Miami        | Florida        | Miami Orange Bowl                   |
| 1985.  | New England Patriots | 31:14    | Miami Dolphins       | Miami        | Florida        | Miami Orange Bowl                   |
| 1986.  | Denver Broncos       | 23:20    | Cleveland Browns     | Cleveland    | Ohio           | Cleveland Municipal Stadium         |
| 1987.  | Denver Broncos       | 38:33    | Cleveland Browns     | Denver       | Colorado       | Mile High Stadium                   |
| 1988.  | Cincinnati Bengals   | 21:10    | Buffalo Bills        | Cincinnati   | Ohio           | Riverfront Stadium                  |
| 1989.  | Denver Broncos       | 37:21    | Cleveland Browns     | Denver       | Colorado       | Mile High Stadium                   |
| 1990.  | Buffalo Bills        | 51:3     | Los Angeles Raiders  | Orchard Park | New York       | Ralph Wilson Stadium                |
| 1991.  | Buffalo Bills        | 27:10    | Denver Broncos       | Orchard Park | New York       | Ralph Wilson Stadium                |
| 1992.  | Buffalo Bills        | 29:10    | Miami Dolphins       | Miami        | Florida        | Joe Robbie Stadium                  |
| 1993.  | Buffalo Bills        | 30:13    | Kansas City Chiefs   | Orchard Park | New York       | Ralph Wilson Stadium                |
| 1994.  | San Diego Chargers   | 17:13    | Pittsburgh Steelers  | Pittsburgh   | Pennsylvania   | Three Rivers Stadium                |
| 1995.  | Pittsburgh Steelers  | 20:16    | Indianapolis Colts   | Pittsburgh   | Pennsylvania   | Three Rivers Stadium                |
| 1996.  | New England Patriots | 20:6     | Jacksonville Jaguars | Foxborough   | Massachusetts  | Foxboro Stadium                     |
| 1997.  | Denver Broncos       | 24:21    | Pittsburgh Steelers  | Pittsburgh   | Pennsylvania   | Three Rivers Stadium                |
| 1998.  | Denver Broncos       | 23:10    | New York Jets        | Denver       | Colorado       | Mile High Stadium                   |
| 1999.  | Tennessee Titans     | 33:14    | Jacksonville Jaguars | Jacksonville | Florida        | Jacksonville Municipal Stadium      |
| 2000.  | Baltimore Ravens     | 16:3     | Oakland Raiders      | Oakland      | Kalifornija    | Oakland Coliseum                    |
| 2001.  | New England Patriots | 24:17    | Pittsburgh Steelers  | Pittsburgh   | Pennsylvania   | Heinz Field                         |
| 2002.  | Oakland Raiders      | 41:24    | Tennessee Titans     | Oakland      | Kalifornija    | Oakland Coliseum                    |
| 2003.  | New England Patriots | 24:14    | Indianapolis Colts   | Foxborough   | Massachusetts  | Gillette Stadium                    |
| 2004.  | New England Patriots | 41:27    | Pittsburgh Steelers  | Pittsburgh   | Pennsylvania   | Heinz Field                         |
| 2005.  | Pittsburgh Steelers  | 34:17    | Denver Broncos       | Denver       | Colorado       | Invesco Field at Mile High          |
| 2006.  | Indianapolis Colts   | 38:34    | New England Patriots | Indianapolis | Indiana        | RCA Dome                            |
| 2007.  | New England Patriots | 21:12    | San Diego Chargers   | Foxboro      | Massachusetts  | Gillette Stadium                    |
| 2008.  | Pittsburgh Steelers  | 23:14    | Baltimore Ravens     | Pittsburgh   | Pennsylvania   | Heinz Field                         |
| 2009.  | Indianapolis Colts   | 30:17    | New York Jets        | Indianapolis | Indiana        | Lucas Oil Stadium                   |
| 2010.  | Pittsburgh Steelers  | 24:19    | New York Jets        | Pittsburgh   | Pennsylvania   | Heinz Field                         |
| 2011.  | New England Patriots | 23:20    | Baltimore Ravens     | Foxborough   | Massachusetts  | Gillette Stadium                    |
| 2012.  | Baltimore Ravens     | 28:13    | New England Patriots | Foxborough   | Massachusetts  | Gillette Stadium                    |
| 2013.  | Denver Broncos       | 26:16    | New England Patriots | Denver       | Colorado       | Sports Authority Field at Mile High |
| 2014.  | New England Patriots | 45:7     | Indianapolis Colts   | Foxborough   | Massachusetts  | Gillette Stadium                    |
| 2015.  | Denver Broncos       | 20:18    | New England Patriots | Denver       | Colorado       | Sports Authority Field at Mile High |
| 2016.  | New England Patriots | 36:17    | Pittsburgh Steelers  | Foxborough   | Massachusetts  | Gillette Stadium                    |
| 2017.  | New England Patriots | 24:20    | Jacksonville Jaguars | Foxborough   | Massachusetts  | Gillette Stadium                    |
| 2018.  | New England Patriots | 20:18    | Kansas City Chiefs   | Kansas City  | Missouri       | Arrowhead Stadium                   |
| 2019.  | Kansas City Chiefs   | 35:24    | Tennessee Titans     | Kansas City  | Missouri       | Arrowhead Stadium                   |

## Prvaci AFC divizija
| Sezona | AFC East (Istok) 1970.-                            | AFC Central (Središnja) 1970. – 2001.              | AFC West (Zapad) 1970.-                            | AFC North (Sjever) 2002.-                          | AFC South (Jug) 2002.-                             |
| ------ | -------------------------------------------------- | -------------------------------------------------- | -------------------------------------------------- | -------------------------------------------------- | -------------------------------------------------- |
| 1970.  | Baltimore Colts                                    | Cincinnati Bengals                                 | Oakland Raiders                                    |                                                    |                                                    |
| 1971.  | Miami Dolphins                                     | Cleveland Browns                                   | Kansas City Chiefs                                 |                                                    |                                                    |
| 1972.  | Miami Dolphins                                     | Pittsburgh Steelers                                | Oakland Raiders                                    |                                                    |                                                    |
| 1973.  | Miami Dolphins                                     | Cincinnati Bengals                                 | Oakland Raiders                                    |                                                    |                                                    |
| 1974.  | Miami Dolphins                                     | Pittsburgh Steelers                                | Oakland Raiders                                    |                                                    |                                                    |
| 1975.  | Baltimore Colts                                    | Pittsburgh Steelers                                | Oakland Raiders                                    |                                                    |                                                    |
| 1976.  | Baltimore Colts                                    | Pittsburgh Steelers                                | Oakland Raiders                                    |                                                    |                                                    |
| 1977.  | Baltimore Colts                                    | Pittsburgh Steelers                                | Denver Broncos                                     |                                                    |                                                    |
| 1978.  | New England Patriots                               | Pittsburgh Steelers                                | Denver Broncos                                     |                                                    |                                                    |
| 1979.  | Miami Dolphins                                     | Pittsburgh Steelers                                | San Diego Chargers                                 |                                                    |                                                    |
| 1980.  | Buffalo Bills                                      | Cleveland Browns                                   | San Diego Chargers                                 |                                                    |                                                    |
| 1981.  | Miami Dolphins                                     | Cincinnati Bengals                                 | San Diego Chargers                                 |                                                    |                                                    |
| 1982.  | Nisu dodijeljeni divizijski naslovi zbog lock-outa | Nisu dodijeljeni divizijski naslovi zbog lock-outa | Nisu dodijeljeni divizijski naslovi zbog lock-outa | Nisu dodijeljeni divizijski naslovi zbog lock-outa | Nisu dodijeljeni divizijski naslovi zbog lock-outa |
| 1983.  | Miami Dolphins                                     | Pittsburgh Steelers                                | Los Angeles Raiders                                |                                                    |                                                    |
| 1984.  | Miami Dolphins                                     | Pittsburgh Steelers                                | Denver Broncos                                     |                                                    |                                                    |
| 1985.  | Miami Dolphins                                     | Cleveland Browns                                   | Los Angeles Raiders                                |                                                    |                                                    |
| 1986.  | New England Patriots                               | Cleveland Browns                                   | Denver Broncos                                     |                                                    |                                                    |
| 1987.  | Indianapolis Colts                                 | Cleveland Browns                                   | Denver Broncos                                     |                                                    |                                                    |
| 1988.  | Buffalo Bills                                      | Cincinnati Bengals                                 | Seattle Seahawks                                   |                                                    |                                                    |
| 1989.  | Buffalo Bills                                      | Cleveland Browns                                   | Denver Broncos                                     |                                                    |                                                    |
| 1990.  | Buffalo Bills                                      | Cincinnati Bengals                                 | Los Angeles Raiders                                |                                                    |                                                    |
| 1991.  | Buffalo Bills                                      | Houston Oilers                                     | Denver Broncos                                     |                                                    |                                                    |
| 1992.  | Miami Dolphins                                     | Pittsburgh Steelers                                | San Diego Chargers                                 |                                                    |                                                    |
| 1993.  | Buffalo Bills                                      | Houston Oilers                                     | Kansas City Chiefs                                 |                                                    |                                                    |
| 1994.  | Miami Dolphins                                     | Pittsburgh Steelers                                | San Diego Chargers                                 |                                                    |                                                    |
| 1995.  | Buffalo Bills                                      | Pittsburgh Steelers                                | Kansas City Chiefs                                 |                                                    |                                                    |
| 1996.  | New England Patriots                               | Pittsburgh Steelers                                | Denver Broncos                                     |                                                    |                                                    |
| 1997.  | New England Patriots                               | Pittsburgh Steelers                                | Kansas City Chiefs                                 |                                                    |                                                    |
| 1998.  | New York Jets                                      | Jacksonville Jaguars                               | Denver Broncos                                     |                                                    |                                                    |
| 1999.  | Indianapolis Colts                                 | Jacksonville Jaguars                               | Seattle Seahawks                                   |                                                    |                                                    |
| 2000.  | Miami Dolphins                                     | Tennessee Titans                                   | Oakland Raiders                                    |                                                    |                                                    |
| 2001.  | New England Patriots                               | Pittsburgh Steelers                                | Oakland Raiders                                    |                                                    |                                                    |
| 2002.  | New York Jets                                      |                                                    | Oakland Raiders                                    | Pittsburgh Steelers                                | Tennessee Titans                                   |
| 2003.  | New England Patriots                               |                                                    | Kansas City Chiefs                                 | Baltimore Ravens                                   | Indianapolis Colts                                 |
| 2004.  | New England Patriots                               |                                                    | San Diego Chargers                                 | Pittsburgh Steelers                                | Indianapolis Colts                                 |
| 2005.  | New England Patriots                               |                                                    | Denver Broncos                                     | Cincinnati Bengals                                 | Indianapolis Colts                                 |
| 2006.  | New England Patriots                               |                                                    | San Diego Chargers                                 | Baltimore Ravens                                   | Indianapolis Colts                                 |
| 2007.  | New England Patriots                               |                                                    | San Diego Chargers                                 | Pittsburgh Steelers                                | Indianapolis Colts                                 |
| 2008.  | Miami Dolphins                                     |                                                    | San Diego Chargers                                 | Pittsburgh Steelers                                | Tennessee Titans                                   |
| 2009.  | New England Patriots                               |                                                    | San Diego Chargers                                 | Cincinnati Bengals                                 | Indianapolis Colts                                 |
| 2010.  | New England Patriots                               |                                                    | Kansas City Chiefs                                 | Pittsburgh Steelers                                | Indianapolis Colts                                 |
| 2011.  | New England Patriots                               |                                                    | Denver Broncos                                     | Baltimore Ravens                                   | Houston Texans                                     |
| 2012.  | New England Patriots                               |                                                    | Denver Broncos                                     | Baltimore Ravens                                   | Houston Texans                                     |
| 2013.  | New England Patriots                               |                                                    | Denver Broncos                                     | Cincinnati Bengals                                 | Indianapolis Colts                                 |
| 2014.  | New England Patriots                               |                                                    | Denver Broncos                                     | Pittsburgh Steelers                                | Indianapolis Colts                                 |
| 2015.  | New England Patriots                               |                                                    | Denver Broncos                                     | Cincinnati Bengals                                 | Houston Texans                                     |
| 2016.  | New England Patriots                               |                                                    | Kansas City Chiefs                                 | Pittsburgh Steelers                                | Houston Texans                                     |
| 2017.  | New England Patriots                               |                                                    | Kansas City Chiefs                                 | Pittsburgh Steelers                                | Jacksonville Jaguars                               |
| 2018.  | New England Patriots                               |                                                    | Kansas City Chiefs                                 | Baltimore Ravens                                   | Houston Texans                                     |
| 2019.  | New England Patriots                               |                                                    | Kansas City Chiefs                                 | Baltimore Ravens                                   | Houston Texans                                     |